# Cerveau dans une cuve

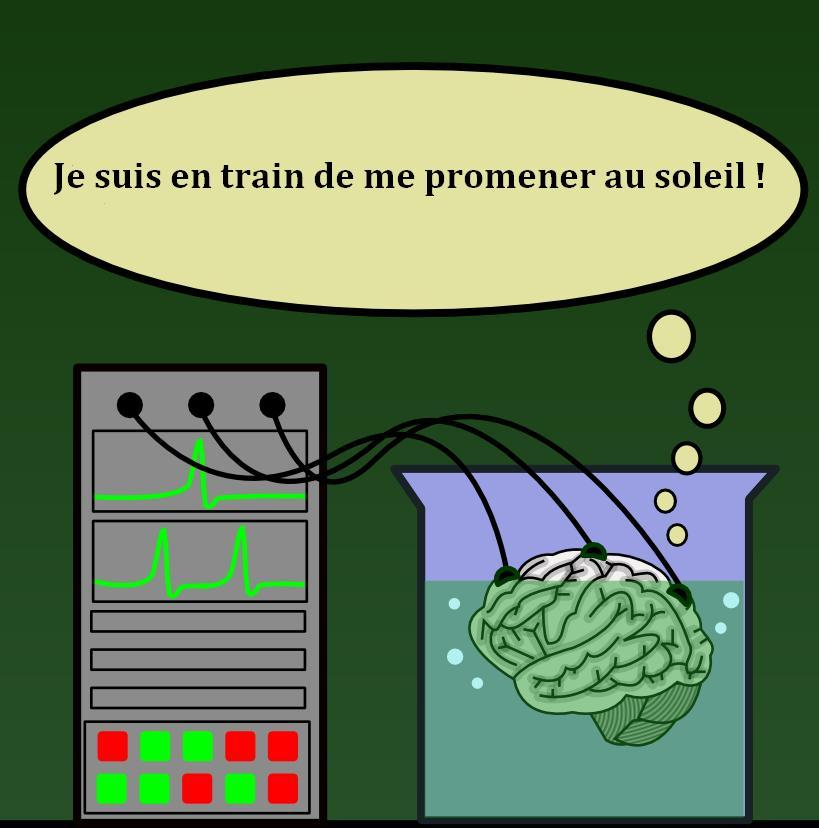
Illustration de l'expérience.

En philosophie, le cerveau dans une cuve (« brain in a vat » en anglais) est une expérience de pensée imaginée par Hilary Putnam en 1981 qui s'inscrit dans le cadre d'une position sceptique. C'est une forme modernisée de l'expérience du malin génie de René Descartes. Elle consiste à imaginer que notre cerveau est en fait placé dans une cuve et reçoit des stimuli envoyés par un ordinateur en lieu et place de ceux envoyés par notre corps. La question centrale est alors de savoir si ce cerveau a raison de croire ce qu'il croit.
Des films comme eXistenZ, la série Matrix ou Passé virtuel (inspiré de Simulacron 3) ont illustré au cinéma des cas très proches de cette expérience de pensée.

## Présentation philosophique de l'expérience

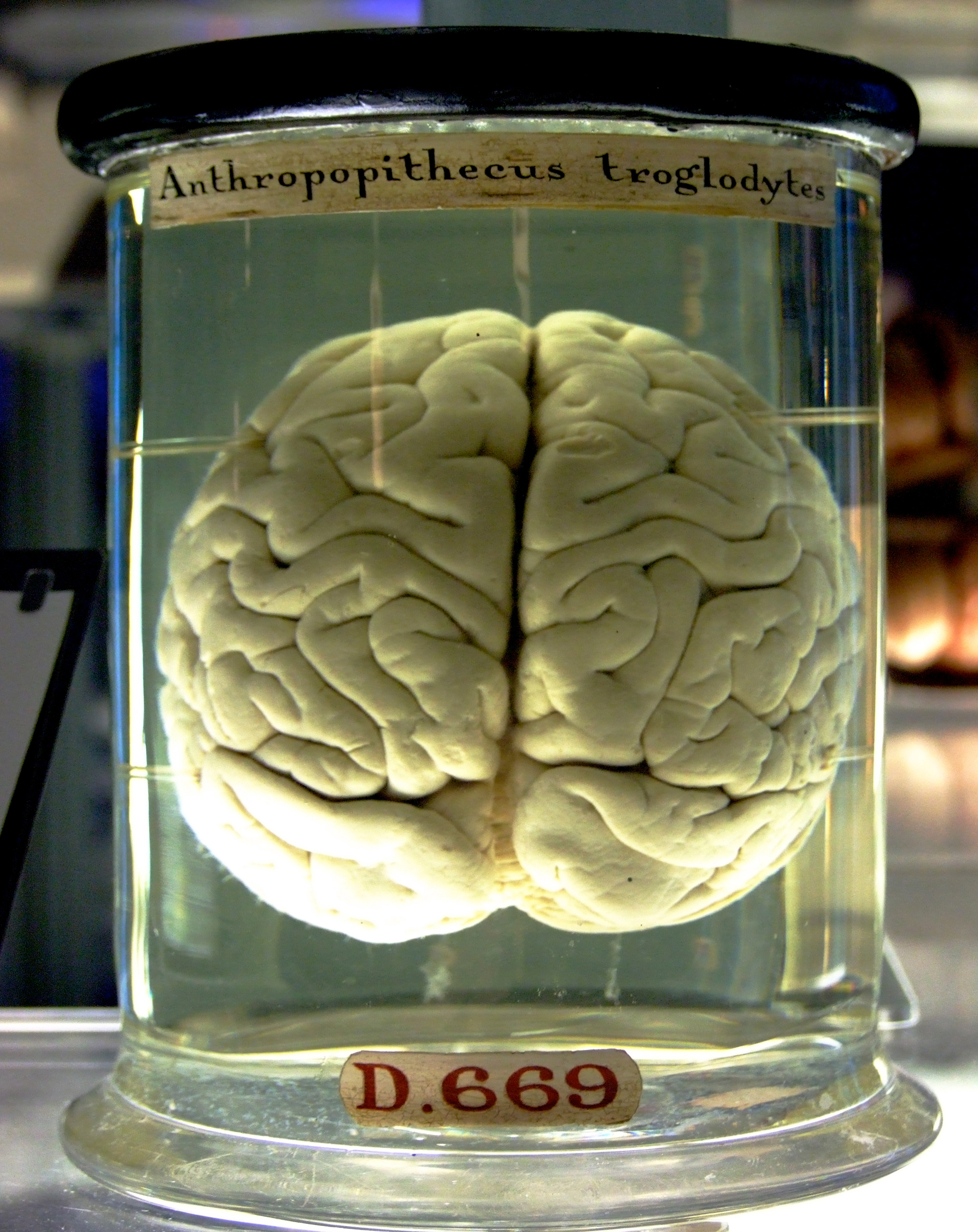
Un cerveau de chimpanzé au Science Museum de Londres.

### Contexte et scénario de l'expérience
La tradition philosophique est traversée de longue date par une conception sceptique du monde. Le scepticisme consiste à remettre en cause les fondements de notre connaissance. Platon dans le Théétète posait cette question en remarquant qu'il est difficile voire impossible de distinguer le rêve de l'état d'éveil. De même, dans les Méditations métaphysiques, Descartes mettait en œuvre le doute hyperbolique, le temps d'assurer les fondements de sa connaissance. L'hypothèse du malin génie constitue l'une des dernières étapes de l'extension du doute de Descartes. Celui-ci imagine qu'un être puissant mais trompeur pourrait lui faire croire qu'il perçoit réellement toutes les informations transmises par les sens, mais que tout ce que nous croyons être la réalité ne pourrait être au fond qu'une illusion ou un rêve. On trouve aussi l'utilisation de l'hypothèse du rêve chez Pascal.
Le philosophe américain Hilary Putnam présente une nouvelle version de ces expériences dans le chapitre « Brain in a vat » (« Le Cerveau dans une cuve ») de son livre Reason, Truth, and History (Raison, Vérité et Histoire, 1981 ; traduit de l'anglais par Abel Gerschenfeld). Il propose d'imaginer qu'un savant fou décide, au cours d'une nuit, d'entrer dans votre chambre, puis de vous kidnapper après vous avoir endormi. De retour à son laboratoire, il retire votre cerveau et le place dans une cuve offrant des conditions physiologiques adéquates ; votre cerveau est alors connecté à un ordinateur très performant, capable d'envoyer des influx nerveux simulant parfaitement les informations transmises par votre corps à votre cerveau, dans une sorte de réalité simulée. Lorsque vous vous réveillez le lendemain matin, tout vous semble parfaitement normal. Ainsi, Putnam vous demande comment savoir, c'est-à-dire être parfaitement sûr, que vous n'êtes pas un cerveau dans une cuve en train de lire ce texte.

### Portée de l'expérience
Dans le cadre de l'expérience présentée ci-dessus, puisque le cerveau dans une cuve donne et reçoit exactement les mêmes influx nerveux qu'il aurait dans un corps, et puisque c'est là sa seule manière d'interagir avec son environnement, il est donc impossible de dire, du point de vue de ce cerveau, s'il est dans une tête ou dans une cuve. Ainsi, dans le premier cas, la croyance de la personne est avérée (elle est par exemple bien en train de manger une glace) et dans le second cas elle est fausse (elle n'est pas en train de manger une glace, mais le croit). Il serait donc impossible de savoir si nous sommes effectivement des cerveaux dans des cuves ou non. Nous rejoignons donc le doute hyperbolique de Descartes.
Putnam réfute lui-même son propre argument de manière assez subtile et en faisant appel au concept de "référence". Posons à nouveau l'univers (strictement possible physiquement) des cerveaux dans une cuve. Imaginons à présent la signification de "arbre" dans la langue cuvienne, c'est en quelque sorte une référence non à un arbre réel mais à (mettons) un certain influx nerveux provoqué par l'ordinateur modifiant les représentations des cerveaux. Dans ces conditions, pour les cerveaux dire  : "Il y a un arbre devant moi" est une assertion parfaitement correcte. Pourtant, le mot "cuve" désigne une cuve dans l'image en langue cuvienne, et non la cuve réelle dans laquelle baignent les cerveaux. Or, ce cas n'est pas spécifique au mot "cuve" en langue cuvienne, il est la règle pour tous les mots. Ainsi, lorsqu'un cerveau pense/dit  : "Je suis un cerveau dans une cuve.", cette affirmation est contradictoire car il est en train de dire qu'il est un cerveau dans une cuve DANS L'IMAGE (c'est-à-dire dans la réalité créée par les influx nerveux), or l'hypothèse reposait précisément sur le fait que les cerveaux dans une cuve ne sont pas des cerveaux dans une cuve dans l'image…
L'argument se contredit donc lui-même !